# Magomedrasul Majidov
Magomedrasul Majidov est un boxeur azerbaïdjanais né le 27 septembre 1986.

## Carrière
Médaillé de bronze aux Jeux olympiques de Londres en 2012, sa carrière amateur est également marquée par trois titres de champion du monde obtenus à Bakou en 2011, à Almaty en 2013 et à Hambourg en 2017 dans la catégorie super-lourds.

## Palmarès

### Jeux olympiques
- Médaille de bronze en + 91 kg en 2012 à Londres, Angleterre

### Championnats du monde
- Médaille d'or en +91 kg en 2017 à Hambourg, Allemagne
- Médaille d'or en +91 kg en 2013 à Almaty, Kazakhstan
- Médaille d'or en +91 kg en 2011 à Bakou, Azerbaïdjan